# The Teacher (2023)
The Teacher ist ein Filmdrama von Farah Nabulsi. Der Film ist von wahren Begebenheiten inspiriert, bei denen es im Jahr 2011 zu einem Gefangenenaustausch zwischen Israel und den palästinensischen Autonomiegebieten kam, bei dem mehr als 1.000 palästinensische Gefangene im Austausch gegen einen entführten Soldaten freigelassen wurden. Die Premiere des Films erfolgte im September 2023 beim Toronto International Film Festival.

## Handlung
Basem El-Saleh ist Lehrer an einer palästinensischen Schule. Sein Sohn wurde bei den Auseinandersetzungen mit Israel getötet, weshalb er sich dem Widerstand angeschlossen hat. Dort ist der mit seiner neuen Mitstreiterin, der Britin Lisa, eine Beziehung eingegangen. Während Israel Tausende Palästinenser inhaftiert hat, ist es ihnen nur gelungen, einen israelisch-US-amerikanischen Soldaten gefangen zu nehmen. Dieser befindet sich seit nunmehr drei Jahren in ihrem Gewahrsam.
Als Lehrer befindet sich Basem allerdings in einen Konflikt, da seine politische Einstellung von seinen eigenen Erfahrungen geprägt ist, weshalb es ihm auch schwerfällt, sein Engagement und den Einsatz für seinen vielversprechendsten Schüler Adam in Einklang zu bringen.
Basem versucht seinen Schülern zu erklären, wie sie sich in diesen Zeiten am besten verhalten. Sie sollten sich zurückhalten und den israelischen Soldaten keinen Grund geben, sie kaltblütig zu erschießen. Basem glaubt, es sei das Ziel der IDF, Vergeltungsmaßnahmen anzuzetteln und sich nach ihren Reaktionen hinter einem Justizsystem zu verstecken, das sie für gerecht erklärt haben. Ungerecht scheint allen in der Klasse hingegen die Inhaftierung von Adams älterem Bruder Yacoub, der in den Unterricht zurückgekehrt ist. Der 17-jährige wurde gerade aus einer zweijährigen Haft entlassen, lediglich weil er an einer Protestkundgebung teilgenommen hatte. Nun verlangen die IDF auch noch von Yacoub, für den Abriss ihres Hauses zu bezahlen.

## Produktion

### Regie und Drehbuch
Regie führte Farah Nabulsi. Der Film markiert das Spielfilmdebüt der britisch-palästinensischen Filmemacherin und Menschenrechtsaktivistin, die für ihren Kurzfilm The Present für den Oscar nominiert und bei der Verleihung der BAFTA ausgezeichnet wurde. Nabulsi, die sich bei ihren Filmen gerne von Geschichten aus dem wahren Leben inspirieren lässt, nahm sich für The Teacher die Geschichte des entführten IDF-Soldaten Gilad Schalit vor. Palästinensische Freiheitskämpfer hatten ihn im Jahr 2006 gefangen genommen und erst fünf Jahre später, im Austausch für über 1.000 palästinensische politische Gefangene, wieder freigelassen.

### Besetzung und Dreharbeiten

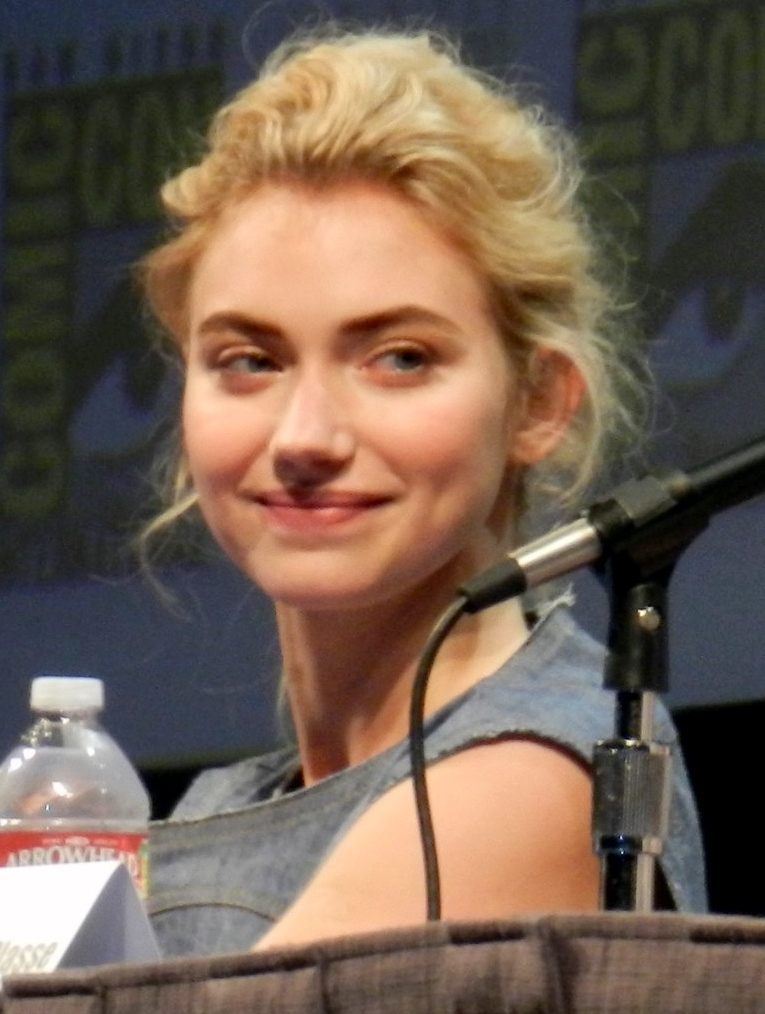
Imogen Poots spielt die Britin Lisa

Saleh Bakri, bekannt aus der Hauptrolle in Nabulsis The Present, Mounia Akls Filmdrama Costa Brava, Lebanon und Maryam Touzanis Film Das Blau des Kaftans, spielt in der Titelrolle den Lehrer Basem El-Saleh. Imogen Poots spielt die Britin Lisa, die als Beraterin an seiner Schule arbeitet. Muayyad Abd Elsamad spielt den Obstverkäufer Adam und Mahmoud Bakri dessen Bruder Yacoub, die beide Basems Klasse besuchen. Stanley Townsend und Andrea Irvine sind in den Rollen der Cohens zu sehen, ein wohlhabendes Paar aus den USA, das nach seinem Sohn sucht, einem Soldaten der israelischen Streitkräfte, der seit drei Jahren als Geisel gehalten wird. Paul Herzberg spielt den israelischen Sicherheitschef im Westjordanland namens Lieberman, der die Suche nach dem Sohn der Cohens leitet. Einat Weizmann spielt einen israelischen Anwalt. In einer weiteren Rolle ist Ruba Blal zu sehen.
Die Dreharbeiten fanden im Westjordanland statt, wo auch Nabulsis The Present spielt, unter anderem in der Gegend von Nablus. Während der Dreharbeiten befand sich israelisches Militär in der Stadt. Als Kameramann fungierte der Franzose Gilles Porte, der im Jahr 2005 für seinen eigenen Film Wenn die Flut kommt mit dem César ausgezeichnet wurde.

### Filmmusik und Veröffentlichung
Die Filmmusik komponierte der Brite Alex Baranowski, der zuletzt für den Fernsehfilm Die Kinder von Windermere von Michael Samuels, den Thriller Kosmetik des Bösen von Kike Maíllo und das Filmdrama True Things von Harry Wootliff tätig war. Das Soundtrack-Album mit insgesamt 19 Musikstücken wurde im März 2025 von Sight Unseen als Download veröffentlicht.
Die Weltpremiere von The Teacher fand am 12. September 2023 beim Toronto International Film Festival statt. Im März 2024 wurde der Film beim Glasgow Film Festival und im April 2024 bei den Cyprus Film Days gezeigt. Die US-Premiere erfolgte im April 2024 beim Washington D.C International Film Festival. Ende April 2024 wurde er auch beim San Francisco International Film Festival und beim Annaba Mediterranean Film Festival vorgestellt. Im Juni 2024 wird er beim Brooklyn Film Festival und im Juli 2024 beim Galway Film Fleadh gezeigt. Am 11. April 2025 soll der Film in ausgewählte US-Kinos kommen.

## Rezeption

### Kritiken
Von den bei Rotten Tomatoes aufgeführten Kritiken sind 82 Prozent positiv. Bei Metacritic erhielt der Film einen Metascore von 62 von 100 möglichen Punkten.
Jared Mobarak von The Film Stage schreibt in seiner Kritik, auch wenn es am Anfang von The Teacher zu viele Nebenhandlungen zu geben scheine, würde Farah Nabulsi diese sich etwa in der Mitte des Films überschneiden und verschmelzen lassen. Mobarak erklärt, es erfordere bei diesem komplexen Thema die nötige Zeit, um sicherzustellen, dass das Publikum die emotionale Schwere der Folgen vollständig begreift, die sich aus einem andauernden Zustand systemischer Unterdrückung ergeben, der unweigerlich in Gewalt übergeht. In den Momenten, in denen die Handlungen und Dialoge die Realität des israelischen Apartheidstaats deutlich machen, strahle The Teacher. Nabulsi webe einen Teppich aus verschiedenen, sehr realen Beispielen von Diskriminierungen zusammen, um zu zeigen, wie die Dinge so aus dem Ruder laufen können. Sie lasse keine Zweifel hinsichtlich der Tatsache, dass dieser Krieg im Verborgenen von Rebellen und nicht von Terroristen geführt wird. Der Film heiße dabei ihre Taten nicht gut, sondern kontextualisiere sie ganz einfach. Das Tragische an dieser Wahrheit sei, dass Blutvergießen [für sie] die einzige Möglichkeit ist, gehört zu werden.

### Auszeichnungen
Belgrade International Film Festival 2024
- Auszeichnung als Bester Schauspieler (Saleh Bakri)[18]

Cyprus Film Days International Festival 2024
- Auszeichnung mit dem Publikumspreis (Farah Nabulsi)[19]

Galway Film Fleadh 2024
- Auszeichnung als Bester internationaler Film[20]

Glasgow Film Festival 2024
- Nominierung für den Publikumspreis[10]

San Francisco International Film Festival 2024
- Auszeichnung mit dem Publikumspreis[21]

Tallinn Black Nights Film Festival 2024
- Auszeichnung mit dem Dennis Davidson's Spotlight Award[22]

Washington D.C International Film Festival 2024
- Auszeichnung mit dem Publikumspreis[11]